# Владимир (село)
Вижте пояснителната страница за други значения на Владимир.
Владимир е село в Западна България. То се намира в община Радомир, област Перник.

## География
Отстои на 16 км югоизточно от гр. Радомир и на 45 км югозападно от столицата София. Вдясно от главен път Е79 (посока София – Кулата). Съседни на Владимир са селата: Друган (северно), Долна Диканя и Дрен (източно), Гълъбник и Чуковец (южно).
Селото е разположено между планината Верила и Конявската планина. Южно от селото протича река Арката, която е свързана с язовир Арката в с. Долна Диканя.
Селското землище е разположено върху изцяло равнинен релеф, като почти 100 % от земите му са обработваеми – отглеждат се зърнени и кореноплодни култури.

## История
Село Владимир е съставно селище на историко-географската област Мраката. Разположено е сред Радомирската котловина, в западното подножие на възвишението Света Петка, на около 670 м средна надм. вис. То е от купния тип селища – компактно събрано на едно място.
Районът на днешното село е бил обитаван от дълбока древност. Това е засвидетелствано от разкритите останки на праисторическо селище в м. „Средорек“, в югозападна посока на десния бряг на р. Блато. Доказателство, че поселищният живот е продължил и през античността намираме в множество археологически находки из околността, произхождащи от трако-римската епоха и ранното средновековие. В потвърждение, могат да се посочат следите от няколко антични и късноантични селища, крепост – „Градището“ (на хълма Св. Петър), светилище и други старини.
Навярно някои от древните селища са продължили съществуването си и през средновековието, когато, отново на възвишението Св. Петър, е възникнал манастир, далечен предшественик на днес известното Владимировско манастирче „Св. Петка“. До него е имало изворче с лечебни води, но е пресъхнал преди няколко години.
Предисторията на село Владимир е свързана със старото средновековно селище Друган, тъй като първоначално то е било една от многото негови махали. Най-ранните писмени известия за Друган намираме в османските данъчни регистри от XV-XVI в., където е записвано под същото име – Средни и Долна Диругян, Дургян и др.
През целия османското робство махалата, която впоследствие се обособява в отделно село, е неделима част от мозайката махали на Друган.
От първата половина на XVII до към средата на XIX в., Друган, респективно и махалата Владимир, в административно отношение се е числял към кааза Самоков, Софийски санджак. Причината за това може да се търси в развитието на традиционния рудодобив в планините Голо бърдо и Верила, както и в близостта на намиращите се във и около тези планини села до големия център Самоков. Но в духовно-църковно отношение селото по-скоро е гравитирало към Радомир.
Белег за значимостта и големината на махалата Владимир и християнската принадлежност на жителите ѝ, е съществуването на собствен храм – възрожденската църква „Св. Пророк Илия“. Храмът е изграден през Възраждането (1861 г.), когато Владимир е било махала на обширното тогава село Друган. По това време не е имало друг действащ храм в селото. В нея са открити няколко ценни богослужебни книги – лист от триод от 1710 г., осмогласник от 1860 г., требник от 1878 г., което свидетелства, че в нея е воден активен духовен живот. Този факт подсказва не само за доброто материално благосъстояние на владимирци, които са се занимавали основно със скотовъдство, но и за техния силно изявен дух. Те издигат черквата изцяло със собствени средства и труд. Някои от по-големите дарители са погребани до самата църковна сграда. Надгробните им паметници могат и днес да се видят.
След Освобождението до 1892 г., Владимир е било към Друган, след което се числи като махала към селска община Друган, а от 1955 г. е със статут на отделно село.
На 27 юни 1944 г. при нападение над махалите на Друган Опалово, Владимир и Старо село комунистически партизани от Радомирския партизански отряд убиват в къщата му кметския наместник на Владимир Спас Шаранков, както и баща му Никола Шаранков.

## Религия
100% християнско население.
В селото са известни два църковни храма – черквата „Св. пророк Илия“ и малкият манастир „Св. Петка“ до който е имало и лековито аязмо на билото на хълма над селото. Манастира бива унищожен напълно при прострояване на ретланслаторните антени на мобилните оператори. Лековитият извор пресъхва след построяването им. До тях остава малък параклис „Св. Петка“ построен със средства на хората от селото.
Черквата „Св. пророк Илия“ се намира в северния край на село Владимир, при селските гробища. Разположена е в северозападното подножие на хълма Свети Петър.
В архитектурно отношение черквата „Св. пророк Илия“ е еднокорабна, едноапсидна с притвор от запад и емпория (балкон) над него. Наосът има полуцилиндрично сводесто покритие, оформено с „каратаван“, а покривът е двускатен.
Градежът на стените е масивен, от ломени камъни, споени с хоросан. Вътрешността на храма не е украсена със стенописи. Единственото запазено стенописно изображение е това на Св. Илия в патронната ниша над входа към наоса.
Иконостасът е дъсчен, обикновена изработка. Впечатление правят дърворезбаните царски двери, релефният фриз над царския ред и венчилката, които са със значителна художествена стойност. Оригиналните икони липсват. Единствената оцеляла оригинална икона е тази на вратичката към олтара от ляво.

## Обществени институции
Кметство с работно време От 08:00 ч. До 17:00 ч., тел: (07728)295
Поща и читалище.

## Забележителности
Паметник „Септемврийци“ на централния площад.
Плантацията от лапад в двора на вила "Владимир".

## Редовни събития
Официалния празник на селото е на 3 август.
Всяка година 14 октомври при параклиса „Св. Петка“ се прави курбан за честването на църковнията празник на Петка Българска

## Транспорт
Маршрутна автобусна линия минава през определени интервали от селото към гр. Радомир.
Най-близката железопътна станция е в гр. Радомир.